# Ціха Вода
Ціха Вода(пол. Cicha Woda) — річка в Польщі, у Свідницькому, Шредському, Яворського й Леґницькому повітах Нижньосілезького воєводства. Ліва притока Одри (басейн Балтійського моря).

## Опис
Довжина річки 57,31 км, висота витоку над рівнем моря — 222 м, висота гирла над рівнем моря — 94,5 м, найкоротша відстань між витоком і гирлом — 29,92 км, коефіцієнт звивистості річки — 1,92. Площа басейну водозбору 348 км².

## Розташування
Бере початок у селі Гочалкув Гурни ґміни Стшеґово. Тече переважно на північний схід через Бартошувек і на північно-східній стороні від села Радув Легницький ґміни Проховице впадає в річку Одру.
Населені пункти вздовж берегової смуги: Дзівігуш, Пекари, Ружана, Драгоміловице, Будзімув Великий, Будзімув Малий, Карнице, Пенчкув, Холм, Уша, Тинець Легницький.